# Chevalierella (piralídeos)
Chevalierella (Crambidae) é um gênero de mariposa pertencente à família Crambidae.